# Fredy Schär
Fredy Schär (* 18. Januar 1964 im Kanton Basel-Landschaft) ist ein Schweizer Liedermacher, Trobador, Kabarettist und Witzerzähler.

## Leben
Fredy Schär war Sohn einer Landwirtsfamilie und hat zwei Schwestern. Grossvater mütterlicherseits war der Landwirt und Maler Karl Pümpin, sein Grossonkel der Maler Fritz Pümpin. Er selbst verbrachte seine Jugendjahre in Häfelfingen und in Gelterkinden, ist also im Baselbiet aufgewachsen. Die Sekundarschule besuchte er in Gelterkinden in den progymnasialen Klassen. Schon während der Schulzeit bemerkte man sein kabarettistisches Talent, er war der Klassenclown. Auch musikalisch fiel er als Sänger und Bassgitarrist einer Schülerband auf. Seine grossen musikalischen Vorbilder sind Paul McCartney von den Beatles und natürlich der Berner Troubadour Mani Matter.
Nach der Schulzeit ging er bei einem Meisterbauern in die Lehre und besuchte die Landwirtschaftliche Schule Ebenrain  (jetzt Landwirtschaftliches Zentrum Ebenrain – LZE) in Sissach. Seine ersten grösseren Auftritte hatte er dort. An den Abschlussabenden parodierte er zu verschiedenen Melodien die Eigenheiten der Lehrerschaft, zur grossen Belustigung der Zuhörer.
1998 übernahm er den Landwirtschaftsbetrieb seiner Eltern in der Rünenbergerstrasse 2 in Gelterkinden. Die Viehwirtschaft und seine Auftritte abends vertrugen sich nicht zusammen, sodass er bald seine Kühe verkaufte und sich seither nur noch der Felderwirtschaft widmet. Inzwischen hatte Fredy Schär schon über 5'000 Auftritte. Sein erlernter Beruf als Landwirt wurde zur Freizeitaktivität und sein früheres Hobby als Unterhalter ist seither seine Hauptbetätigung.
Bereits 1999 erreichte er beim Swiss Comedy Award das Finale. Er trat schon mehrmals zusammen mit verschiedenen bekannten Comedy-Stars auf und gastierte mehrmals im  Tabourettli im Theater Fauteuil in Basel. Auch hatte er einen Auftritt in der Sendung Samschtig-Jass des Schweizer Fernsehens, ebenso 2014 am Arosa Humor-Festival, wo er von den 700 Gästen drei Mal mit Standing Ovation auf die Bühne zurückverlangt wurde. Der vorwiegend in Baselbieter Mundart unterhaltende Künstler feierte auch schon im grenznahen alemannischen Ausland Erfolge. Sein Song Frömdsproche erschien 2009 auf dem Sampler Die grössten Schweizer Hits – Lustig & witzig. Die CD stieg am 8. November 2009 auf Rang 10 in die Albencharts der Schweizer Hitparade ein, erreichte eine Bestplatzierung auf Rang 9 und hielt sich insgesamt sechs Wochen in den Top 100. Zudem erreichte der Sampler mit 84 Punkten Rang 1899 auf der ewigen Bestenliste.
Fredy Schär lebt in Gelterkinden, ist verheiratet und hat drei Söhne.

## Diskografie
CDs:
- 1996: Greatest Mischt (Live-Aufnahmen; Produktion: Pek Krattiger, Musictown)
- o. J.: schärzhaft
- 2004: Tannigi Hose (Live-Aufnahmen)
- 2010: s'Bescht vom Fredy (Live-Aufnahmen vom 1. Toggenburger Lachfestival; Tyrolis)
- 2011(?): unverschä(r)mt (jaxx Records)

Kompilationsbeiträge:
- 1997: Zug Nach Gälterchinde auf Unterhaltung pur – 150 Jahre Schweizer Bahnen (jaxx Records)
- 1998: D'Chue wo schiist 1, 2 und 3. auf Humorissimo (jaxx Records)
- 1999: Schwarzbrennerei auf Humorissimo 2 (jaxx Records)
- 2006: Autofahrerwitz 1, Märli in Comedy Box (3CD; EMI)
- 2009: Frömdsproche auf Die grössten Schweizer Hits – Lustig & witzig (Universal Music Schweiz)